# Dušan Třeštík

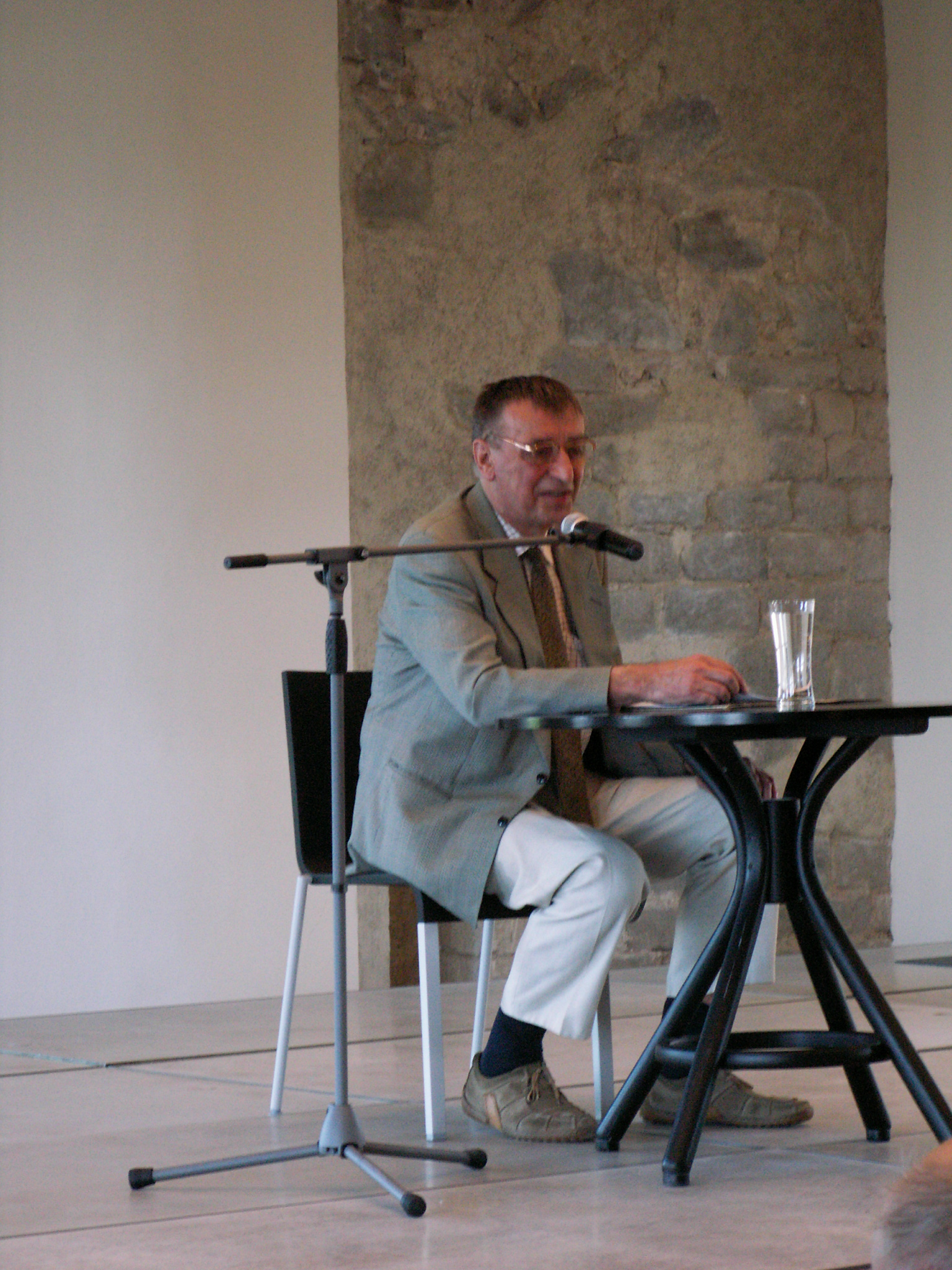
Dušan Třeštík

Dušan Třeštík (ur. 1 sierpnia 1933 w Sobědruhach koło Cieplic czeskich, zm. 23 sierpnia 2007 w Pradze) – czeski historyk i publicysta, zajmujący się głównie epoką średniowiecza.

## Wybrane publikacje
- Kosmova kronika (1968)
- Románské umění v Čechách a na Moravě (z Anežką Merhatovą) (1983)
- Počátky Přemyslovců (1981)
- Počátky Přemyslovců – Vstup Čechů do dějin (510–935) (1997)
- Mysliti dějiny (1999) – eseje
- Češi. Jejich národ, stát, dějiny a pravdy v transformaci (1999)
- Moravští Přemyslovci ve znojemské rotundě (z Barbarą Krzemieńską i Anežką Merhatovą) (2000)
- Vznik Velké Moravy. Moravané, Čechové a střední Evropa v letech 781–871 (2001)
- Králové a knížata zemí Koruny české (współautor Jaroslav Čechura, ilustracje Vladimír Pechar) (2001), ISBN 80-86182-55-X
- Mýty kmene Čechů (7.-10. století). Tři studie ke ´Starým pověstem českým´ (2003)
- Češi a dějiny v postmoderním očistci (2005) – eseje
- Přemyslovci. Budování českého státu (współredaktorzy Petr Sommer i Josef Žemlička) (2009), ISBN 978-80-7106-352-0

### Publikacje w języku polskim
- Powstanie Wielkich Moraw. Morawianie, Czesi i Europa Środkowa w latach 791–871, przeł. Elżbieta H. Kaczmarska, red. nauk. Paweł Żmudzki, Warszawa: Wydawnictwa Uniwersytetu Warszawskiego 2009.